# Успение Богородично (Матейче)
Вижте пояснителната страница за други значения на Успение Богородично.
„Успение на Пресвета Богородица“ (на македонска литературна норма: Успение на Пресвета Богородица, на сръбски: Манастир Пресвете Богородице) е средновековна манастирска църква в югоизточните склонове на Скопска Църна гора, над село Матейче, на 15 km от град Куманово, Северна Македония.
Църквата, разположена на 1005 метра надморска височина, е строена през 50-те години на XIV век върху основите на по-стара църква, като първоначалният ѝ вид е доста променен следствие от реставрация направени през 30-те години на миналия век. Манастирски ктитори са сръбското царското семейство – Стефан Душан, Елена Срацимир и синът им – Стефан Урош.
Конаците на манастира са обновени и приспособени за престой на туристи.

## Архитектура
Манастирската църква „Успение Богородично“ е петокуполна сграда решена във вардарски стил, построена и изписана по времето на сръбския цар Стефан Душан (около 1350 година), като дар от царското семейство. Ктиторската композиция, изписана на южната стена до олтара, изобразява цар Душан, съпругата му Елена, и сина им Урош. Богатата иконография съдържа сцени от няколко евангелски цикъла, включително Страстите Христови, сцени от живота на Свети Йоан Кръстител, на Свети Антоний Велики и на Свети Димитър, както и множество фигури на други светци. Зографите са повлияни от дворцовия стил на XIV век – рисунките са светли, без контраст и с нежно моделирани фигури.